# Agrotis lookii
Agrotis lookii är en fjärilsart som beskrevs av Otto Herman Swezey 1947. Agrotis lookii ingår i släktet Agrotis och familjen nattflyn. Inga underarter finns listade i Catalogue of Life.